# Pitcairnia yaupi-bajaensis
Pitcairnia yaupi-bajaensis är en gräsväxtart som beskrevs av Werner Rauh. Pitcairnia yaupi-bajaensis ingår i släktet Pitcairnia och familjen Bromeliaceae. Inga underarter finns listade i Catalogue of Life.